# Strategisches Konzept zur Verteidigung des Nordatlantikraums
Das Strategische Konzept zur Verteidigung des Nordatlantikraums, im Original „The Strategic Concept for the Defense of the North Atlantic area (DC 6/1)“ wurde ab 1. Dezember 1949 erarbeitet und am 6. Januar 1950 vom Nordatlantikrat genehmigt. Es war das erste Strategische Konzept der NATO.
Dieses sah vor, eine feindliche Aggression zu verhindern und einen möglichen Angriff auf die NATO abzuwehren. Vereinbart wurde auch die finanzielle Ausstattung der NATO; der Verteidigungsbeitrag jedes Mitgliedstaates orientierte sich an den Kapazitäten, Ressourcen, der Wirtschaftskraft und geografischen Gegebenheiten. Hierbei wurde hervorgehoben, dass die Sowjetunion über größere Ressourcen verfüge und Europa von den US-amerikanischen Nuklearwaffen abhängig sei. Bisher spielten die Verteidigungsplanungen Europas eine untergeordnete Rolle.
Das Konzept sah auch die Einrichtung einer permanent einsatzbereiten Strategischen Bomberflotte vor. Ein „Strategic Guidance-Papier zur Regionalplanung (SG 13/16)“ wurde als konzeptionelle Grundlage für die Folgeplanung der zu der Zeit ab Oktober 1949 eingerichteten fünf Regionalen Planungsgruppen (Regional Planning Groups) vorgelegt und vom NATO-Militärausschuss am 28. März 1950 als spezifische strategische Leitlinien für den Einsatz der Verteidigungsplanung („Strategic Guidance for North Atlantic Regional Planning; MC 14“) genehmigt. Bereits am 1. April 1950 verabschiedete der Verteidigungsplanungsausschuss der NATO (Defence Planning Committee; DPC) den „NATO Medium Term Plan (DC 13“) dessen mittelfristiger Verteidigungsplan bis zum 1. Juli 1954 die Streitkräfteziele festlegte und die Aufstellung von 90 Divisionen einschließlich Reserveverbänden sowie das Vorhalten von 1.000 Kriegsschiffen und 8.000 Flugzeugen vorsah. Zunächst gab es aber keine eigene Kommandostrukturen der NATO und auch die fünf Regionalen Planungsgruppen Kanada-USA, Nordatlantik, Nordeuropa, Westeuropa und Südeuropa-Westliches Mittelmeer verfügten nicht über die Befehlsgewalt von NATO-Truppen.
Am 3. Dezember 1952 wurde das Strategische Konzept zur Verteidigung des Nordatlantikraums modifiziert und die strategischen Richtlinien, die Verteidigungsplanung und Streitkräfteziele mündeten am 9. Dezember 1952 in die Strategische Richtlinie MC 14/1, auch bekannt als Vorneverteidigung (Forward Strategy).